# Impasse des Prêtres
L'impasse des Prêtres est une voie située dans le quartier de la Porte-Dauphine du 16e arrondissement de Paris.

## Situation et accès
L'impasse des Prêtres est une voie publique située dans le 16e arrondissement de Paris. Elle débute 35 avenue d'Eylau et se termine en impasse.
Elle est desservie à proximité par les lignes 6 et 9 à la station Trocadéro.

## Origine du nom
Pour l'historien de Paris Gustave Pessard, sa dénomination est due sans doute à ce que cette impasse servait de point de réunion au clergé de Paris lors des pèlerinages traditionnels vers le Calvaire et Longchamp.
Son confrère Jacques Hillairet note pour sa part que la voie serait postérieure à 1860. Elle devait à l'origine relier la rue de Longchamp à la rue Greuze, ou terminait très peu avant cette dernière. Le percement de l'avenue d'Eylau en 1882-1886 fait disparaître la partie nord de la voie.

## Historique
Cette voie a été classée dans la voirie parisienne par un arrêté municipal du 11 décembre 1997.
Ce fut autrefois une voie privée.